# Второй береговой люнет (Динабургская крепость)
Второй береговой люнет — элемент Динабургской крепости, расположенной в городе Даугавпилсе (Латвия).

## Расположение
Расположен на берегу Даугавы, между восьмым и первым бастионом крепости. Имеет треугольную форму (остриём, обращённым к реке). За люнетом находится ров и главный вал крепости. Перед ним проходит дамба, по ней вдоль крепости пролегает улица Даугавас. Расстояние до Первого берегового люнета — 250 м.

## История
Сооружён при строительстве крепости, в 1851—1864 годах. Закладной камень с текстом гласит:
Работу начал производить в 1851 году Инженер Капитан Снитко, а в 1864 году окончил военный Инженер Штабс Капитан Ставицкий
Вдоль правого и левого фаса длиной по 70 м проходит сухой ров. Каменная контрэскарповая стена с аппарелью для схода в ров, длина 110 м. Через ров крепости предположительно был устроен мостик, потерна в куртине между восьмым и первым бастионом.
Не подвергался позднейшим перестройкам, сохранился в первоначальном состоянии (в отличие от реставрированного Первого берегового люнета).